# Хжипсько-Велике (гміна)
Гміна Хжипсько-Вельке (пол. Gmina Chrzypsko Wielkie) — сільська гміна у північно-західній Польщі. Належить до Мендзиходського повіту Великопольського воєводства.
Станом на 31 грудня 2011 у гміні проживало 3381 особа.

## Територія
Згідно з даними за 2007 рік площа гміни становила 84.33 км², у тому числі:
- орні землі: 66.00%
- ліси: 17.00%

Таким чином, площа гміни становить 11.45% площі повіту.

## Населення
Станом на 31 грудня 2011:
| Опис     | Загалом | Загалом | Чоловіки | Чоловіки | Жінки | Жінки |
| -------- | ------- | ------- | -------- | -------- | ----- | ----- |
| одиниця  | осіб    | %       | осіб     | %        | осіб  | %     |
| все      | 3381    | 100     | 1687     | 49.90    | 1694  | 50.10 |
| міське   | 0       | 100     | 0        |          | 0     |       |
| сільське | 3381    | 100     | 1687     | 49.90    | 1694  | 50.10 |

## Сусідні гміни
Гміна Хжипсько-Вельке межує з такими гмінами: Вронкі, Квільч, Пневи, Серакув.